# 脳酸球
『脳酸球』（のうさんきゅう、No Thank You）は、尾玉なみえによる日本の漫画短編集。2009年7月23日講談社から発売。収録作品はすべて他社の漫画雑誌に掲載されたものであり、講談社からの作品はひとつもない。

## 内容
- 燃えよセールス!!
  - 「なつかしや童謡」「やせるパラパラ」「二人と明太子」（週刊ヤングジャンプ増刊 漫革 vol.26 2006）
  - 「ちっちゃいアヌビス」「似てないけど平気」（週刊ヤングジャンプ増刊 漫革 vol.51 2006）
  - 「車が3つもある名前」「鬼部長イネガー」（週刊ヤングジャンプ増刊 漫革 vol.33 2006）
  - 「スベスベーナ」「審判ストレッチ」（週刊ヤングジャンプ増刊 漫革 vol.47 2006）
  - 「鼻は顔の一部」（コミックマーブル vol.11 2009）
- 「スーパーマグナム まむしレディ」（ビジネスジャンプ増刊 BJ魂 vol.26）
- 「愛しのレスラー」（ビジネスジャンプ増刊 BJ魂 vol.25）
- サルっ子ペペ
  - 「ペペ登場」「メガネがため」「オシャレ」（ビジネスジャンプ増刊 BJ魂 vol.22 2005）
  - 「強襲、ゴリアテ」「熟れっ子ダン」（ビジネスジャンプ増刊 BJ魂 vol.23 2005）
  - 「ロンリー・バブル・モンキー・オッパイ」「二代めビー蔵」（ビジネスジャンプ vol.15 2005）
- サルの子ペペ
  - 「はふはふ吸うヒカルの巻」（週刊少年チャンピオン vol.47 2006年）
  - 「エロちゃうわ、ヒカルの巻」（週刊少年チャンピオン vol.48 2006年）
  - 「クソまみれヒカルの巻」（週刊少年チャンピオン vol.49 2006年）
  - 「蝶進化アルカ猿」（週刊少年チャンピオン vol.50 2006年）